# Inger Enkvist
Inger Enkvist (Värmland, 2 de diciembre de 1947) es una hispanista y pedagoga sueca, fue catedrática de español en la Universidad de Lund hasta su jubilación en 2014.

## Trayectoria
Licenciada en filología francesa, empezó a trabajar en la enseñanza primaria, secundaria y media de Suecia como profesora de francés y luego también de inglés. Posteriormente hizo su tesis sobre literatura española, doctorándose en Letras por la Universidad de Gotemburgo. Tradujo varios autores y publicó estudios sobre Miguel de Unamuno, José Ortega y Gasset, María Zambrano, Fernando Savater, Eugenio Trías, Mario Vargas Llosa y Juan Goytisolo. Organizó un Simposio internacional sobre la obra de Tzvetan Todorov (Lund 2004), y también el Simposio Internacional Aprender a Pensar (Universidad de Lund, 2005).
Aparte de artículos, ha publicado ensayos críticos sobre la educación y la enseñanza en la Europa contemporánea. Expresa su desacuerdo con la nueva pedagogía que pone más peso en la iniciativa y autonomía del alumno al considerar que infantiliza y degrada su formación al desestructurar y fragmentar su conocimiento sobre el mundo e impedirle desarrollar hábitos sistemáticos de trabajo. Es lo que llama «espontaneísmo pedagógico» o «angelismo escolar», que incluye ideas como que «todos los niños son buenos, todos los alumnos quieren aprender, si se les deja en paz aprenden solos, los adultos más bien molestan». Para Enkvist, la mayoría de los sistemas educativos actuales carecen de objetivos claros que no se encuentren dispersos y no ofrece modelos ni pone retos a superar, impidiendo la creación de un horizonte al alumno como individuo y a la sociedad de que es miembro:

Lo curioso de los famosos pedagogos del siglo XX es que la mayoría son románticos y no son amigos de la escuela, de la lectura o de los profesores. Tampoco tienen mucho que decir sobre por qué se debe aprender algo. En lugar de esto, hablan de qué método se debe usar para aprender.[cita requerida]

Según Enkvist, si la autonomía de los alumnos es intocable, estos acaban por rebajar los objetivos educativos, adaptándolos a su antojo. Esta inclinación por el ritmo subjetivo y la falta de exigencia es para ella la raíz del creciente descenso del nivel de conocimientos. Crítica con algunas de las ideas que han ido quedando de estos teóricos, entre los que incluye a Célestin Freinet, John Dewey y su learning by doing («aprender haciendo»), el constructivismo del psicólogo Jean Piaget, que recomendaba enseñar al niño determinadas cosas cuando este estuviese maduro para aprenderlas, y cuyos errores enumera y documenta, o en los seguidores de Paulo Freire, que ven a la escuela antigua como represora frente a una escuela moderna buena que privilegia a los más débiles, el multiculturalismo.
Aboga por recuperar algunos aspectos olvidados, no todos, de la antigua educación. Entre ellos: no confundir pensamiento con información, recuperar el lugar de la memoria dentro de los procesos de aprendizaje como un proceso dinámico y de radical importancia cognitiva que hay que educar también; defender y reimplantar la lectura y lograr la sintonía entre la escuela y los padres. Recomienda, además, seguir el ejemplo del Reino Unido, el único país que está consiguiendo abandonar la escuela comprensiva, aunque sea poco a poco con una laudable unidad de criterio tanto por gobiernos conservadores como por los laboristas.
También se ha interesado en traductología y en el uso del lenguaje como instrumento político (Las lenguas como armas contra un estado democrático, o el caso del catalán y el vasco, Moderna språk, 2002).

## Obra
- Kvalitet i språkutbildning vid universitet, Stockholm: FoU-enheten, UHÄ, 1991.
- Ny syn på universitetsutbildning: experimentell kurs i franska med videokonferensteknik Orléans-Härnösand, 1994.
- On translating Mario Vargas Llosa: the novels of Mario Vargas Llosa in English, French and Swedish translation, 1993.
- Lärarskicklighet: teori och praktik med exempel från språkundervisning. Studiehandledning, 1993.
- Om litterär översättning från spanska: exemplet Vargas Llosa, 1991.
- Sambandet mellan gymnasieskolan och högskolan när det gäller språkstudier, 1991.
- Vad är kvalitet i språkundervisning på universitet?, 1991.
- José Ortega y Gasset: the Spanish philosopher who saw life as an intellectual adventure, Lund: Univ. Center for European Studies, 2002.
- Trängd mellan politik och pedagogik: svensk språkutbildning efter 1990 Hedemora: Gidlund, 2005.
- Skolan — ett svenskt högriskprojekt, Hedemora: Gidlund, 2003.
- Feltänkt: en kritisk granskning av idébakgrunden till svensk utbildningspolitik, Stockholm: SNS förl., 2001, reimpreso en 2002.
- Uppfostran och utbildning, Stockholm: SNS förlag, 2007.
- ... y Nelson González Ortega, Encuentros y choques culturales: Suecia, España, Latinoamérica, Stockholm: Natur och kultur, 1997.
- ... y Juan Wilhelmi, Literatura y compromiso, Lund: Romanska institutionen, Univ., 2003.
- ... e Ingemar Axelsson & Gudmund Larssson, Utbildning, utbildning och åter utbildning: vad Sverige kan lära av engelska skolreformer, Hedemora: Gidlund, 2004.
- ... y Shelagh Warme, Franska — läsning på egen hand : ett studiematerial för lärare i franska, Uppsala: Fortbildningsavd., Univ., 1984.

### En español
- Educación, educación, educación: aprender de las reformas escolares inglesas (2006).
- Repensar la educación, Ediciones Internacionales Universitarias, 2006, ISBN 9788484691716.
- Los múltiples yos de Juan Goytisolo. Un estudio interdisciplinar. Almería: Instituto de Estudios Almerienses. Diputación de Almería, 2001.
- Pensadores españoles del siglo XX. Una introducción, Ovejero Martín Editores, 2005, ISBN 9789872211509.
- Entre dos lugares del fin del mundo: estudios comparativos Lund: Heterogénesis, 1999.
- La educación en peligro, Madrid: Unisón, 2001, ISBN 9788493107031.
- Cuando huye el siglo, Rosario: Ovejero Martín Editores, 1999.
- Las técnicas narrativas de Vargas Llosa (1987).
- Las lenguas como armas contra un estado democrático — o el caso del catalán y el vasco, Moderna språk, 2002.
- Aprender a pensar: Simposio Internacional en la Universidad de Lund, Lund University, Romanska Institutionen, 2006, ISBN 9789197542326.
- La buena y la mala educación. Ejemplos internacionales. Encuentro. 2011. ISBN 978-84-9920-115-3.[6]
- Educación: guía para perplejos. Encuentro. 2014. ISBN 9788490552759.